# ナナ・プラザ
ナナ・プラザ (英語: NANA PLAZA、略称: NEP) は、タイ王国の首都バンコククローントゥーイ区の歓楽街の一つである。バンコク・スカイトレイン（BTS）のナナ駅から約300mの位置にある。「世界最大の大人の遊び場」を自称している。

## 概要
現在でも外国人観光客や外国人駐在員を主な対象とした、半裸の女性が踊っているゴーゴーバーが密集することでも名高い。夜には路面一面に衣服や装飾品を販売する屋台が並び、海外から多数の観光客が集まっている。
一部、ニューハーフ専門の店もある。
コロナ禍で長期間閉鎖していたが、2022年の春に再開。

## ギャラリー

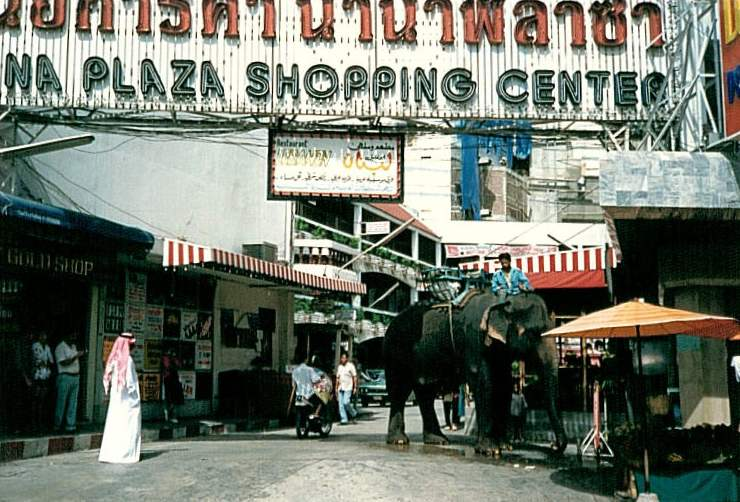
ショッピングセンター時代のナナ・プラザ入口
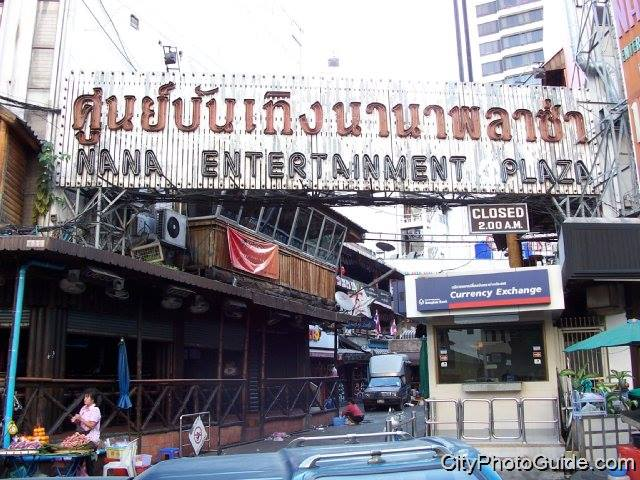
ナナ・プラザ入口の古いサイン
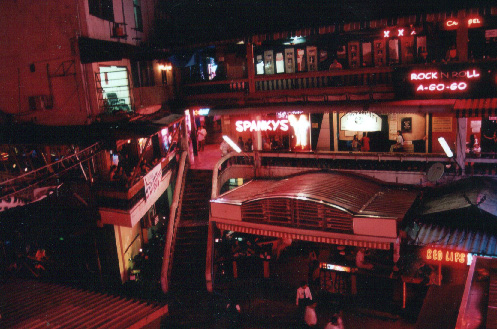
ナナ・プラザ（2004年5月）
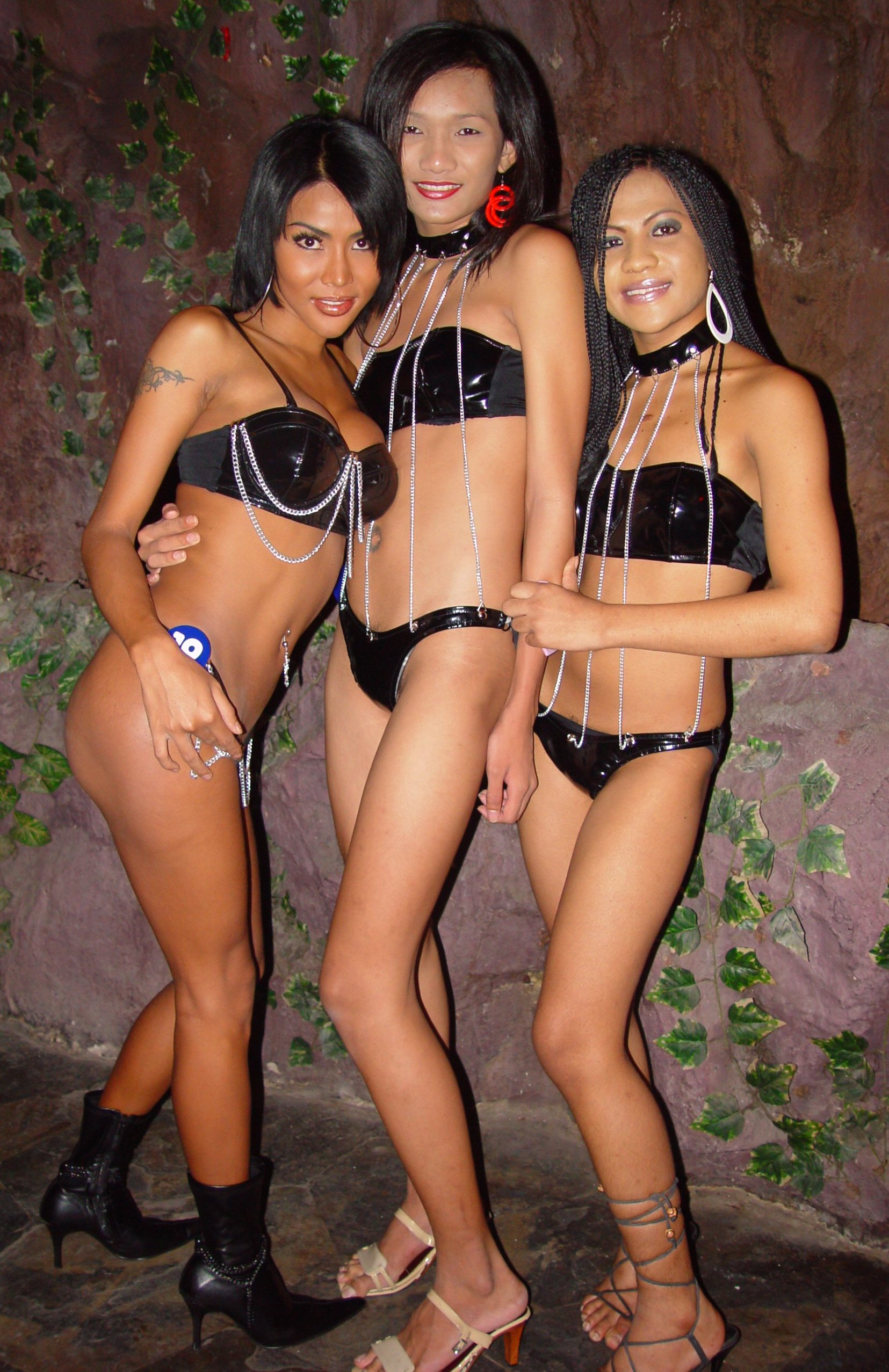
Cascade Barのレディーボーイ（ニューハーフ）
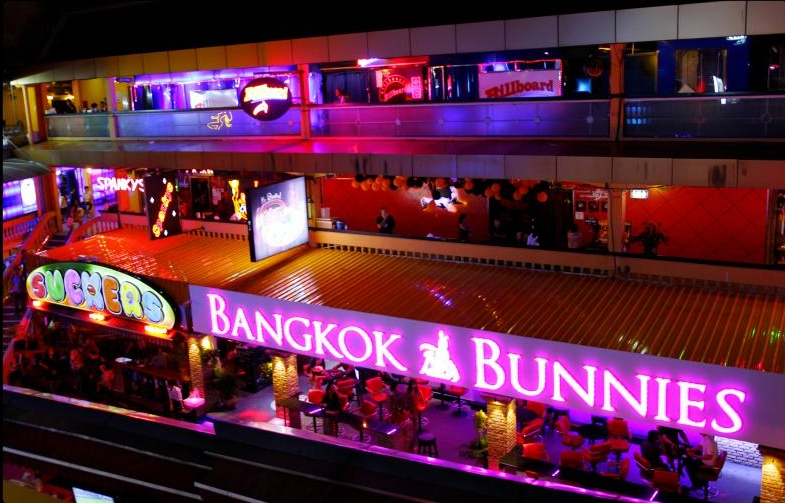
ナナ・プラザ（2015年11月）